# Северный административный округ
Се́верный администрати́вный о́круг — один из 12 административных округов города Москвы.
Сокращённое название — САО. В округе расположено 8 крупных промышленных зон. Округ имеет свои гербовую эмблему и флаг. Административный округ включает в себя 16 районов города. Код САО по ОКАТО — 45 277 000 000.
Префект с 12 ноября 2021 года — Изутдинов Гаджимурад Изамутдинович Управление округом осуществляет префектура САО и прочие окружные органы власти.

## История
Северный административный округ образован 10 июля 1991 года распоряжением мэра города Москва № 47-РМ «Об образовании административных округов в г. Москве» в связи с новым административно-территориальным делением столицы Российской Федерации — России. Сейчас САО занимает площадь 109,9 км², с населением около 1 600 000 человек. Территория округа начинается от Белорусского вокзала и доходит до Московской кольцевой автомобильной дороги, а также включает в себя отдельно расположенный Молжаниновский район.
Округ создан на территориях Москвы и Московской области, которая в XIX веке практически не попадала в Московскую городскую черту, за исключением местностей: Ямское поле, Петровский парк и Бутырская слобода. В конце XIX века на будущей территории САО находилось около трёх десятков владельческих сёл, деревень и хуторов, а также несколько небольших фабричных и заводских посёлков, к которым добавлялись пристанционные и дачные посёлки. Граница, в начале XX века, между Москвой и земством в Московском уезде, проходила по Скаковой улице, затем по Пеговскому переулку (теперь улица Серёгина), Верхней и Нижней Масловке. На территории, прилегавшей к Бутырке, границей с земством служили улица Раздельная (сейчас она сохранилась лишь частично), а также Царский проезд — современная 1-я Хуторская улица, далее шли волости уезда: Всехсвятская, Ростокинская, Троицкая и Черкизовская.
В 1991 году в Северный административный округ вошли территории бывших московских районов: Ленинградского, Железнодорожного, Тимирязевского, Фрунзенского, частично Свердловского и Краснопресненского.

## Население
| 2002       | 2009       | 2010       | 2012       | 2013       | 2014       | 2015       |
| ---------- | ---------- | ---------- | ---------- | ---------- | ---------- | ---------- |
| 1 112 846  | ↘1 109 445 | ↘1 100 974 | ↗1 119 403 | ↗1 130 391 | ↗1 141 913 | ↗1 151 160 |
| 2016       | 2017       | 2018       | 2019       | 2020       | 2021       | 2023       |
| ↗1 158 528 | ↗1 160 576 | ↗1 176 611 | ↗1 185 416 | ↗1 188 312 | ↗1 204 088 | ↗1 208 839 |
| 2024       |            |            |            |            |            |            |
| ↗1 217 909 |            |            |            |            |            |            |

### Национальный состав
По итогам переписи населения 2020 года проживали следующие национальности (национальности менее 0,1 % и другое, см. в сноске к строке «Другие»):
| Национальность | Численность, чел. | Доля     |
| -------------- | ----------------- | -------- |
| Русские        | 910 762           | 75,64 %  |
| Татары         | 7873              | 0,65 %   |
| Евреи          | 7658              | 0,64 %   |
| Армяне         | 6903              | 0,57 %   |
| Украинцы       | 5467              | 0,45 %   |
| Азербайджанцы  | 3279              | 0,27 %   |
| Узбеки         | 2715              | 0,23 %   |
| Грузины        | 2599              | 0,22 %   |
| Таджики        | 2045              | 0,17 %   |
| Белорусы       | 1822              | 0,15 %   |
| Другие         | 252 965           | 21,01 %  |
| Итого          | 1 204 088         | 100,00 % |

## Районы

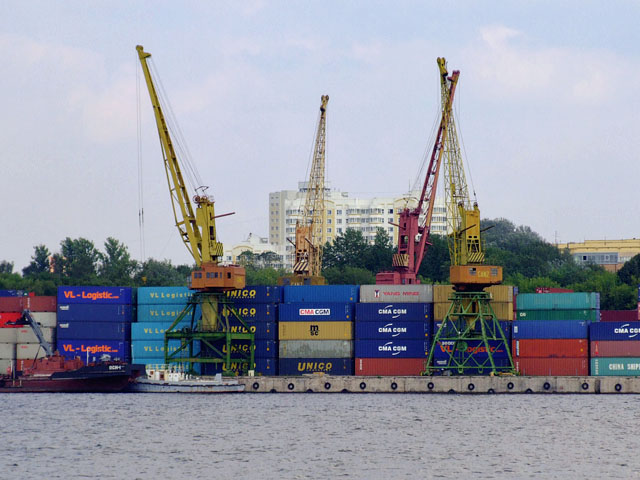
Северный речной порт.

| №  | Название района    | Соответствующий муниципальный округ | Площадь, га | Население (на 01.01.2020), тыс. чел. | Плотность населения (на 01.01.2020), чел. / км² | Площадь жилого фонда (на 01.01.2008), тыс. м² | Средняя жилплощадь на человека м² / чел |
| -- | ------------------ | ----------------------------------- | ----------- | ------------------------------------ | ----------------------------------------------- | --------------------------------------------- | --------------------------------------- |
| 1  | Аэропорт           | Аэропорт                            | 458         | ↘81 833                              | 17867.47                                        | 1671                                          | 21,84                                   |
| 2  | Беговой            | Беговой                             | 556         | ↗43 190                              | 7767.99                                         | 791                                           | 18,52                                   |
| 3  | Бескудниковский    | Бескудниковский                     | 330         | ↗79 896                              | 24210.91                                        | 1370                                          | 18,24                                   |
| 4  | Войковский         | Войковский                          | 661         | ↗72 173                              | 10918.76                                        | 1531                                          | 22,95                                   |
| 5  | Восточное Дегунино | Восточное Дегунино                  | 377         | ↘101 167                             | 26834.75                                        | 1506                                          | 15,8                                    |
| 6  | Головинский        | Головинский                         | 893         | ↗106 612                             | 11938.63                                        | 1806                                          | 18,02                                   |
| 7  | Дмитровский        | Дмитровский                         | 729         | ↗103 496                             | 14196.98                                        | 1366                                          | 15,54                                   |
| 8  | Западное Дегунино  | Западное Дегунино                   | 753         | ↘84 743                              | 11254.05                                        | 1384                                          | 17,65                                   |
| 9  | Коптево            | Коптево                             | 538         | ↗103 676                             | 19270.63                                        | 1829                                          | 18,78                                   |
| 10 | Левобережный       | Левобережный                        | 646         | ↗55 420                              | 8578.95                                         | 967                                           | 18,81                                   |
| 11 | Молжаниновский     | Молжаниновский                      | 2178        | ↗13 337                              | 612.35                                          | 70                                            | 20                                      |
| 12 | Савёловский        | Савёловский                         | 270         | ↗60 149                              | 22277.41                                        | 714                                           | 12,55                                   |
| 13 | Сокол              | Сокол                               | 372         | ↘57 677                              | 15504.57                                        | 1278                                          | 22,19                                   |
| 14 | Тимирязевский      | Тимирязевский                       | 1043        | ↗82 774                              | 7936.15                                         | 1611                                          | 19,46                                   |
| 15 | Ховрино            | Ховрино                             | 573         | ↗96 233                              | 16794.59                                        | 2038                                          | 25,1                                    |
| 16 | Хорошёвский        | Хорошёвский                         | 988         | ↗75 533                              | 7645.04                                         | 2181                                          | 36,78                                   |

## Транспортное сообщение
На территории округа расположены станции пяти линий метро: Замоскворецкой, Серпуховско-Тимирязевской, Таганско-Краснопресненской, Люблинско-Дмитровской и Большой кольцевой, а также участок «Хорошёво» — «Окружная» Московского центрального кольца.
В САО расположены два железнодорожных депо: локомотивное депо «Лихоборы» ТЧЭ-2 (ранее ТЧ-15); принадлежит Московской окружной железной дороге и локомотивное депо «Подмосковная ТЧ-16» (является памятником архитектуры).
В районе Сокол расположена узловая железнодорожная станция Подмосковная Рижского направления Московской железной дороги. Станция построена в 1901 году.
По территории округа проходят важные транспортные магистрали России:
- автомобильная — М10 E 105 Москва — Санкт-Петербург, в черте города (округа) Ленинградское шоссе, а также шоссе: Волоколамское, Дмитровское Международное, Шереметьевское и Машкинское, где проходят автобусные маршруты Мосгортранса и Мострансавто;
- железнодорожная — Московского отделения Октябрьской железной дороги с остановочными пунктами: Ховрино, Левобережная, Молжаниново, Новоподрезково.

В округе расположен Северный грузовой речной порт и Северный речной вокзал.

## Промышленное производство
В настоящее время на севере Москвы сосредоточено значительное число заводов. Здесь есть пищевая промышленность (коньячный завод КиН, мясокомбинаты Бусиновский и «Ирма», «Мясопродукт-Коровино», рыбокомбинат «Меридиан», Лианозовский молочный комбинат), производство строительных материалов (Трубозаготовительный комбинат, Европсфальт, ДСК-7, бетонный завод ОАО «Моспищестрой», ОАО «МАЗД»), авиационная и космическая промышленность (Российская самолётостроительная корпорация «МиГ», авиационный комплекс им. С. В. Ильюшина, ОКБ Сухого, МПО им. И. Румянцева, Лианозовский электромеханический завод, завод «Авангард», «Дукс», НПП «Темп» им. Ф. Короткова).

## СМИ
Выходит газета «ДЕТСТВО точка RU».

## Спортивные сооружения
- ВТБ Арена
- Дворец ледового спорта «Мегаспорт»
- Арена ЦСКА
- Стадион «Наука»
- Стадион ТСХА, МСХА
- Спортивный комплекс «Динамо»
- и другие.

## Водоёмы и реки
- Канал имени Москвы
- Химкинское водохранилище
- Клязьма
- Сходня
- Большой Садовый пруд
- Река Лихоборка
- Головинские пруды
- Фермские пруды
- Река Таракановка (приток Москвы)
- Река Ходынка
- Речка Норишка
- Речка Жабенка
- Исток реки Пресня
- и другие.

## Храмы
Православные храмы округа объединены во Всехсвятское благочиние Московской городской епархии Русской православной церкви. Благочинный округа — протоиерей Сергей Никитин, настоятель храма иконы Божией Матери «Отрада и утешение» на Ходынском поле. Канцелярия благочиния находится по адресу Москва, храм иконы Божией Матери «Отрада и утешение», улица Поликарпова, дом 16.
Фонд «Поддержки строительства храмов города Москвы» в рамках своей программы «200 храмов Москвы» планирует также строительство следующих модульных храмов:
- Храм в честь Двенадцати Апостолов — Клинская ул., вл. 12 — 14;
- Храм в честь Архистратига Михаила — Михалковская ул., вл. 26;
- Храм в честь благоверного Князя Андрея Боголюбского — Бескудниковский проезд, вл. 4;
- Храм в честь иконы Божией Матери «Утоли моя печали» — Вагоноремонтная ул., вл. 13 — 17;
- Храм в честь преподобного Серафима Саровского — Керамический проезд, вл. 77;
- Храм в честь святителя Спиридона Тримифунтского — Большая Академическая ул., вл. 33;
- Храм в честь святых Царственных Страстотерпцев — 6-й Новоподмосковный пер., вл. 7;
- Храм на Беломорской улице;
- Храм Рождества Христова в селе Черкизово.

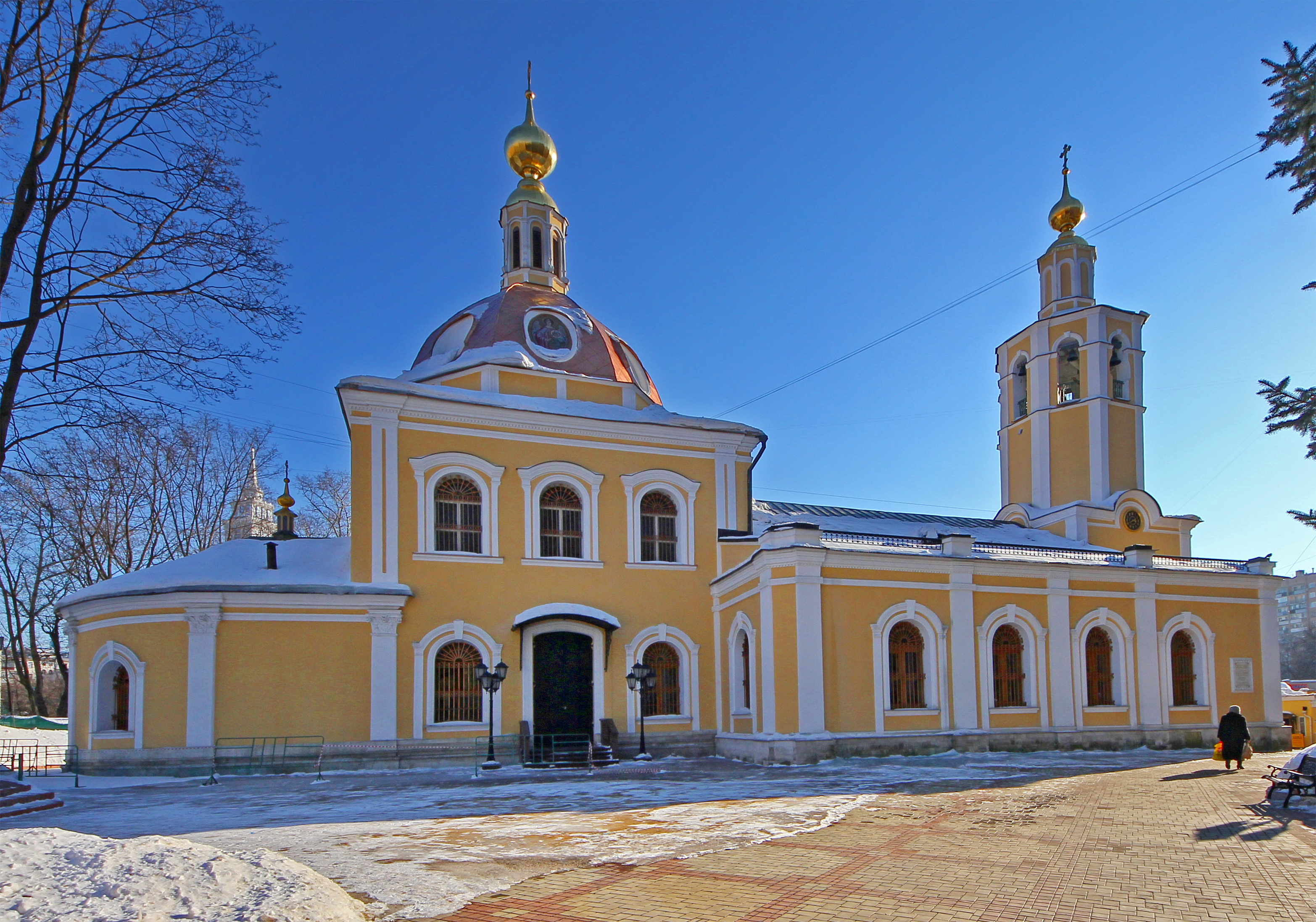
Храм Всех Святых во Всехсвятском.
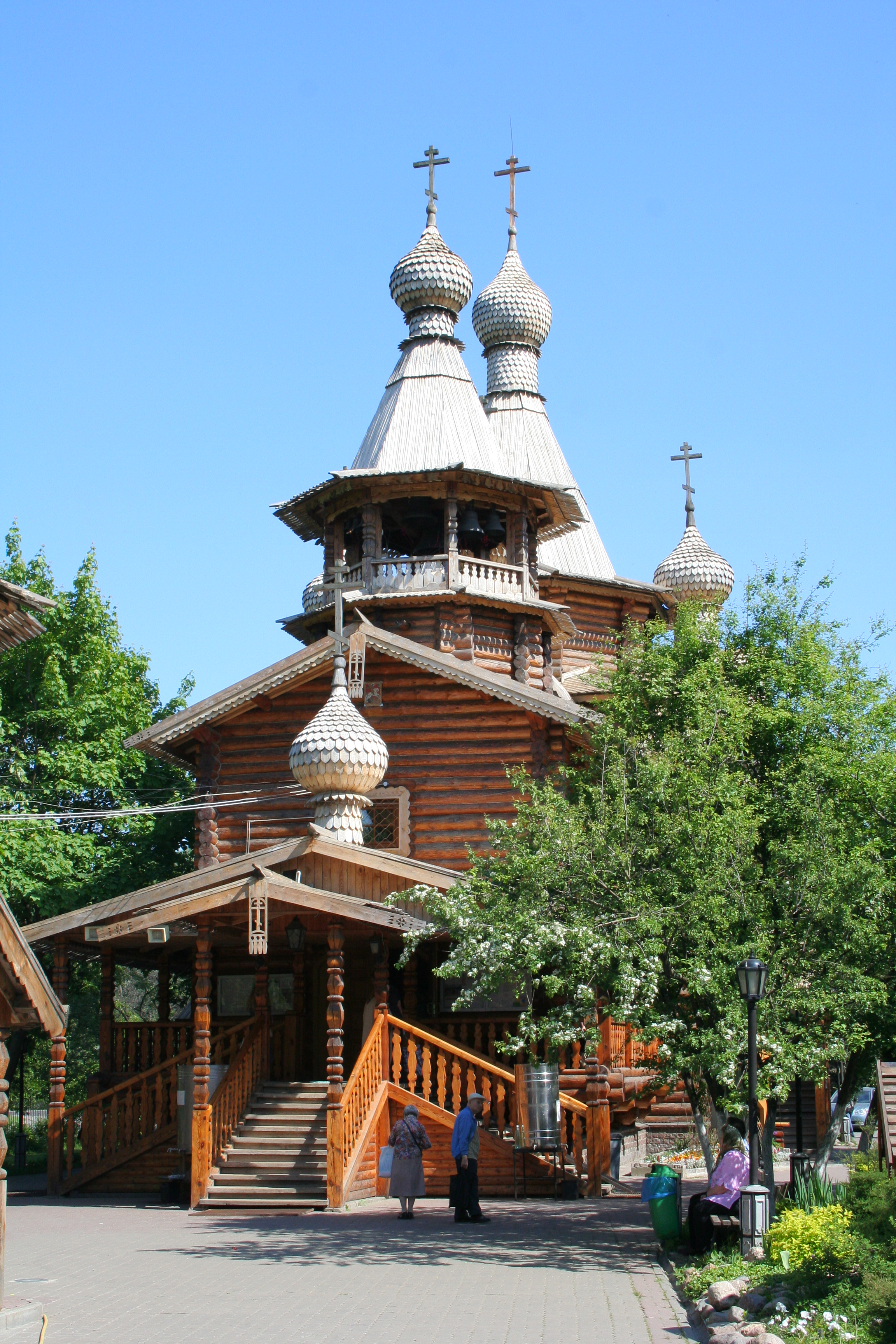
Храм Георгия Победоносца в Коптеве.
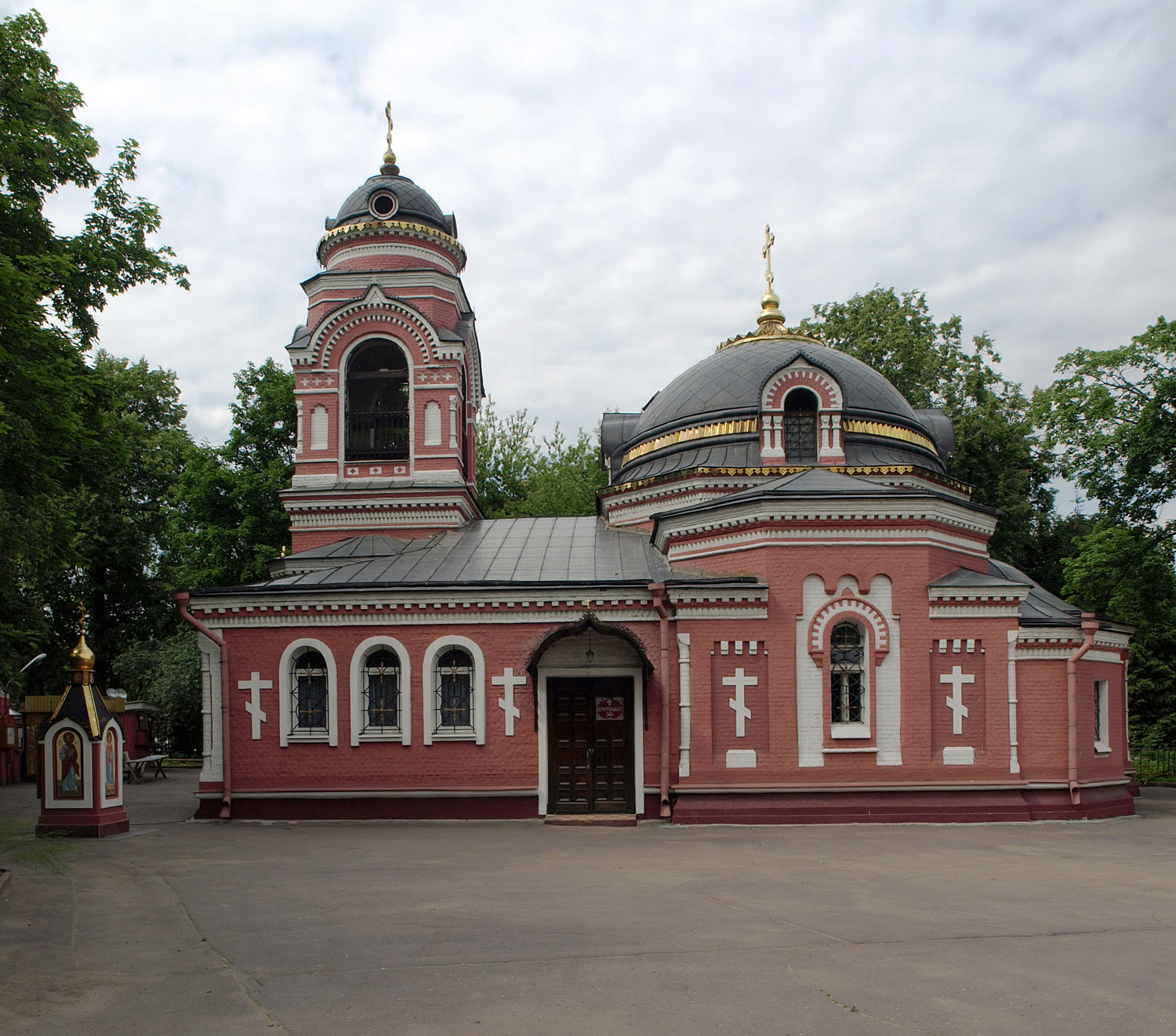
Храм иконы Божией Матери «Знамение» в Аксиньине.
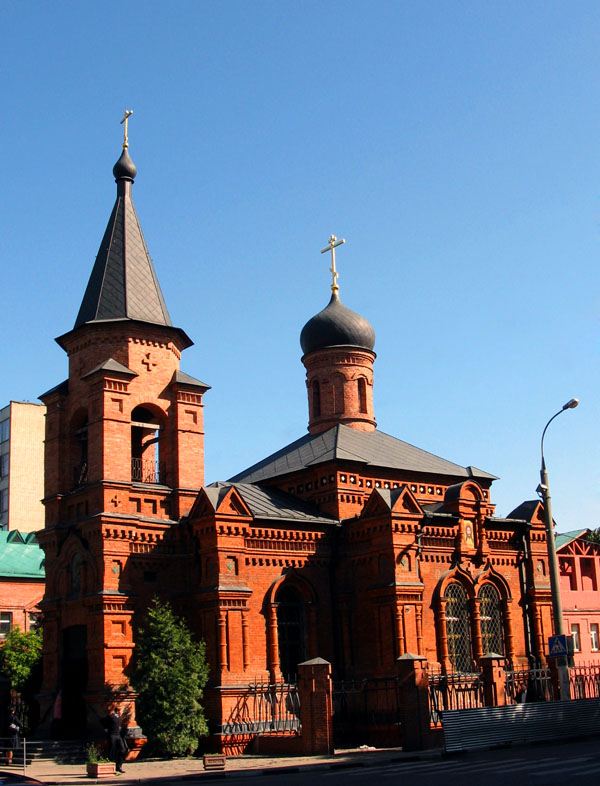
Храм Митрофана Воронежского на Хуторской.
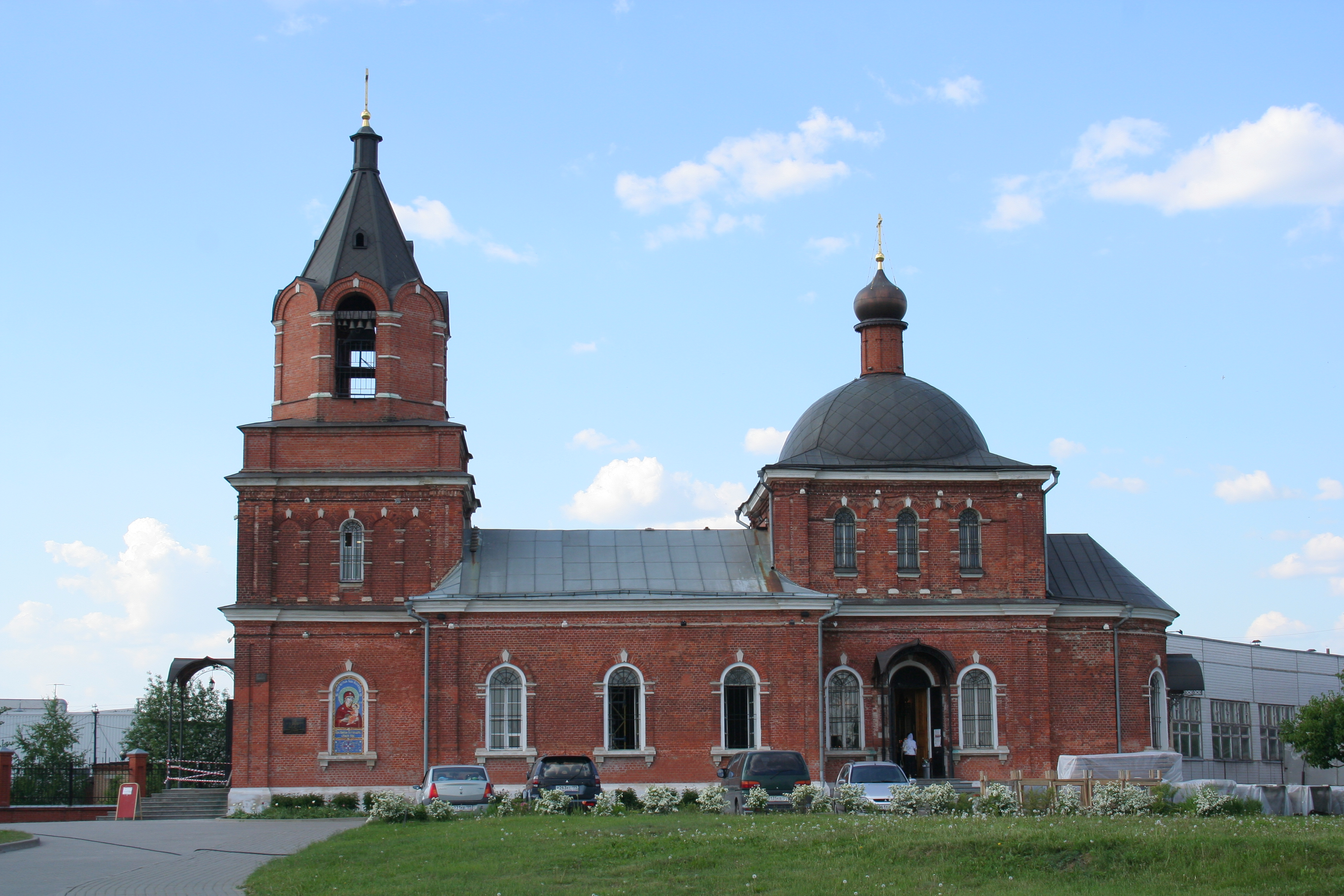
Церковь Сергия Радонежского в Бусинове.
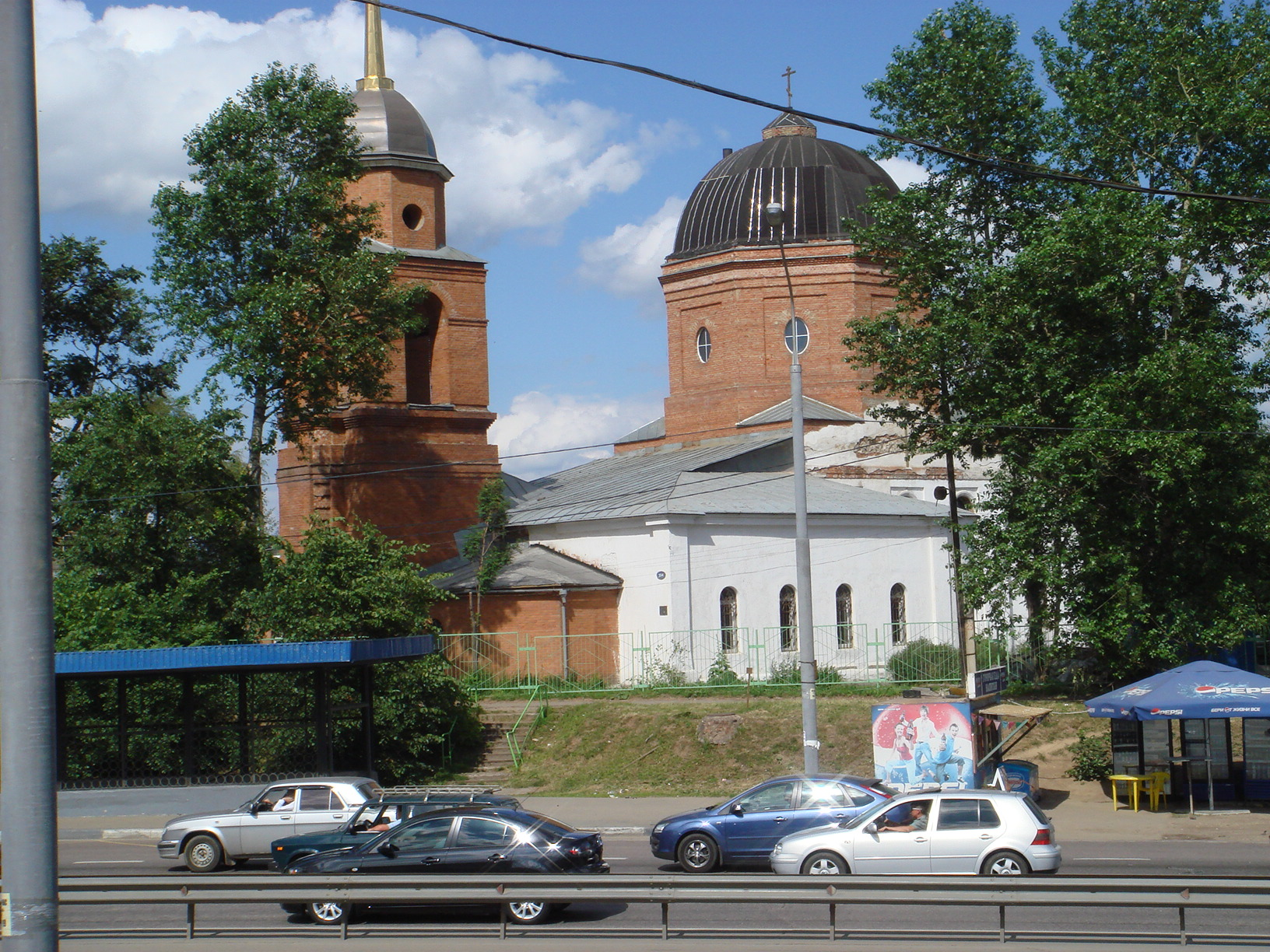
Храм Рождества Христова в Черкизово.